# Tara Singh Varma
Tarapatie (Tara) Oedayraj Singh Varma (Springlands, Brits-Guyana, 29 augustus 1948) is een voormalig Nederlands politica voor Groenlinks, die onder meer bekend is van de "affaire-Singh Varma".

## Politieke carrière
Tara Singh Varma werd geboren in Springlands, Brits-Guyana. In Suriname volgde ze enkele vervolgopleidingen, zonder deze af te maken. Eenmaal in Nederland werd ze politiek actief, aanvankelijk voor de CPN. Namens deze partij was ze tussen 1982 en 1986 gemeenteraadslid (gedeeld) in de gemeente Amsterdam. Vanaf 1986 was ze gemeenteraadslid van de gemeente Amsterdam voor het Links Akkoord tot 1994.
In 1994 werd Tara Singh Varma lid van de Tweede Kamer namens GroenLinks. Ze stond één plaats te laag op de lijst (zesde) om op grond van de verkiezingsuitslag aan een zetel te komen, maar doordat lijsttrekker Ina Brouwer haar zetel niet innam, kwam ze alsnog in de Kamer. Hiermee was ze de eerste allochtone vrouw die in de Nederlandse Tweede Kamer werd gekozen. Zij zette zich vooral in voor de positie van vrouwen uit minderheidsgroepen, onder meer via buitenparlementair werk, zoals bestuursfuncties in stichtingen en belangenorganisaties. Voor de verkiezingen van 1998 werd ze door GroenLinks op een moeilijk verkiesbare negende plaats gezet. Doordat de partij uiteindelijk elf zetels behaalde werd ze echter toch herkozen. Opvallend was het hoge aantal voorkeurstemmen dat Singh Varma kreeg: ruim 13.000.
Door haar werk voor allochtone vrouwen en haar positie als allochtoon Kamerlid werd Tara Singh Varma naar eigen zeggen regelmatig door rechts-extremisten bedreigd. Zo zou ze op 21 mei 1996 voor haar woning in Amsterdam gemolesteerd zijn.
In 1998 werd ze namens GroenLinks lid van de parlementaire enquêtecommissie die onderzoek deed naar de vliegramp in de Bijlmermeer. Hiermee kreeg ze landelijke bekendheid.

## Affaires
In 1994 kwam Singh Varma in opspraak door enkele financiële affaires rond inzamelingsacties. Een commissie onder leiding van oud-minister De Graaff-Nauta stelde vast dat er niet bewezen kon worden dat zij geld verduisterd had. Wel vond de commissie dat Singh Varma nalatig was opgetreden in haar functie als penningmeester van de Grenada-stichting.
Vanaf 2000 beweerde Singh Varma steeds minder in staat te zijn haar werkzaamheden als Kamerlid te vervullen. Een enkele maal liet ze zich in een rolstoel de vergaderzaal van de Tweede Kamer binnenrijden. In oktober 2000 beweerde Singh Varma aan een ongeneeslijke vorm van kanker te lijden en kondigde ze per brief haar afscheid van de Tweede Kamer aan om zich voor te bereiden op het einde. Ze verliet de Kamer op 30 mei 2001.

### Affaire-Singh Varma juni - september 2001
In mei 2001 raakte zij in opspraak nadat zij herhaaldelijk haar afscheid uit de politiek "om gezondheidsredenen" had aangekondigd. In juni 2001 vermoedde de redactie van het TROS-televisieprogramma Opgelicht?! dat Singh Varma's bewering dat zij aan een ongeneeslijke vorm van kanker zou lijden onwaar was. Daarnaast werd ze in dit programma beschuldigd van oplichting. Vanuit haar Hindoestaanse achtergrond had ze belangstelling ontwikkeld voor India en was ze genegen daar ontwikkelingsprojecten te ondersteunen, met medewerking van de Indiase ambassade in Nederland. Een vertegenwoordiger van een door Singh Varma gesteunde Indiase organisatie, de Ninash Foundation, verklaarde echter dat door Singh Varma gedane financiële toezeggingen voor steun aan de betreffende projecten in India niet waren nagekomen. Singh Varma had 250.000 dollar per jaar aan de stichting beloofd, maar dat geld werd nooit betaald. De stichting kwam hierdoor in grote problemen. Journalisten ontdekten na verder onderzoek dat het wel vaker was voorgekomen dat Singh Varma toezeggingen over betalingen niet was nagekomen, zowel aan persoonlijke schuldeisers als aan goede doelen.
In juli 2001 erkende ook haar eigen fractie dat haar verhaal niet klopte en verscheen zij niet meer in de Kamer.
Aanvankelijk weersprak Singh Varma beide beschuldigingen en betichtte ze de redactie van Opgelicht?! van laster. Ze beschikte over veel goodwill bij haar achterban en kon nog op veel sympathie rekenen.
In augustus 2001 gaf ze alsnog toe, in die zin dat zij stelde dat haar gezondheidsklachten mede veroorzaakt werden door een posttraumatische depressie ten gevolge van beweerde bedreigingen vanuit extreemrechtse hoek -die echter bij de politie betwijfeld werden- en haar enorme betrokkenheid bij de slachtoffers van de Bijlmerramp. In 2002 bood Singh Varma in het openbaar haar verontschuldigingen aan. Ze ontkende opzettelijk te hebben gelogen over haar ziekte, maar verklaarde 'in een waanwereld' te hebben geleefd waardoor ze dacht terminaal ziek te zijn.
Ook later verklaarde ze dat zij lichamelijk ziek was en dat ze zich gehouden had aan alle toezeggingen. Fractievoorzitter Paul Rosenmöller bekende zich belazerd te voelen en (ook) te denken dat Varma aan een geestelijke aandoening leed.
Filmmaakster Jet Homoet maakte in deze periode een documentaire over het leven van Singh Varma, getiteld Tara.

### Singh Varma-prijs
Begin 2001 had (D66-)minister Roger van Boxtel de Singh Varma-prijs ingesteld, voor mensen en organisaties die zich inzetten voor de verbetering van de positie van migrantenvrouwen in Nederland. De prijs was bedoeld als eerbetoon aan Singh Varma, van wie op dat moment nog werd gedacht dat ze ongeneeslijk ziek was. Nadat zij in opspraak was geraakt en duidelijk was geworden dat Singh Varma had gelogen, werd de naam van de prijs door Van Boxtel veranderd in De Triomf.

### Boeken

#### De zaak Singh Varma, bijvoorbeeld - Verslag van een journalistieke speurtocht
In 2002 verscheen het boek over de verslaggeving in het voorgaande jaar door Peter Smolders en Koen Scharrenberg aangaande de affaire-Singh Varma, twee redacteuren van het tv-programma TROS Opgelicht!: De zaak Singh Varma, bijvoorbeeld - Verslag van een journalistieke speurtocht. Deze auteurs leggen daarin uitgebreid publieke verantwoording af over hoe zij behoedzaam te werk waren gegaan voorafgaand aan de onthullende en geruchtmakende uitzending op 20 juli 2001, nadat Singh Varma reeds omstandig afscheid had genomen in de Tweede Kamer. Zij hielden er zorgvuldig rekening mee dat duidelijkheid verkrijgen over de medische (of eventueel psychologische of psychiatrische) aspecten zou afstuiten op het beroepsgeheim van artsen.

#### Het boegbeeld
Vervolgens verscheen in september 2002 ook een sleutelroman geïnspireerd door de affaire: Het boegbeeld van schrijfster en journaliste Mala Kishoendajal. In het verhaal van deze roman, dat geschilderd is met veel couleur locale van de Nederlandse Hindo(e)staanse gemeenschap, vertonen de in opspraak rakende museumconservatrice "Sitara Sharma" en de museumdirecteur "Saul Mulders" een frappante gelijkenis met de politici Tara Singh Varma en (GroenLinks-fractievoorzitter) Paul Rosenmöller. Kishoendajal wordt in het boek van Smolders en Scharrenberg vermeld als een van de personen die reeds eerder aan de bel hadden getrokken over door hen geconstateerd opmerkelijk gedrag van de politica.

## Na de politiek
Na haar vertrek uit de Kamer werd Singh Varma in 2005 hoofdredacteur van het opinieblad "Volkskrant Suriname". Later werd ze medewerkster in een Surinaamse broodjeszaak. Ook was ze commissaris van een opvangorganisatie voor Surinaamse verslaafden. In 2008 werd de financiering van deze organisatie stopgezet omdat de zorg onder de maat zou zijn. In 2017 was ze programmamaakster bij enkele Amsterdamse lokale radio-omroepen.